# Sechemanchptah
Sechemanchptah. auch Sechem-anch-Ptah (Mächtig und lebendig ist Ptah) war ein altägyptischer Beamter in der 5. Dynastie oder frühen 6. Dynastie zur Zeit des Alten Reiches. Am Ende seiner Karriere war er Wesir und Vorsteher aller Arbeiten des Königs. Er gehörte damit zu den höchsten Männern am Hof des Königs.
Sechemanchptah ist von seiner Mastaba G 7152 auf dem Ostfriedhof in Gizeh bekannt. Es handelt sich um einen großen, rechteckigen Bau mit einer dekorierten Kultkapelle. Die Reliefs der Kultkapelle sind nicht gut erhalten. Nur die Westwand zeigt noch bis zu einer gewissen Höhe gut erhaltene Reliefs. Hier befindet sich auch die Scheintür des Sechemanchptah, auf der zahlreiche seiner Titel erhalten sind. Bemerkenswert sind zwei Statuen, die den Eingang der Grabkapelle flankieren.
In der Mastaba sind Familienmitglieder dargestellt. Sein ältester Sohn war der persönliche Schreiber der Königsurkunde Seschemnefer, seine Tochter hieß Meritites und seine Gemahlin war die leibliche Königstocher Bunefer. Letztere wird nicht ausdrücklich als Gemahlin bezeichnet. Sie hatte jedoch eine eigene Scheintür in der Kapelle, was andeutet, dass sie seine Gemahlin war.